# Balletto Bol'šoj
Il Balletto Bol'šoj (in russo Балетная труппа Большого театра?, Baletnaja truppa Bol'šogo teatra) è una compagnia di danza classica di fama internazionale, con sede presso il Teatro Bol'šoj di Mosca, Russia. Fondato nel 1776, il Bol'šoj è tra le compagnie di balletto più antiche del mondo. Ha ottenuto solo consensi in tutto il mondo, in particolare, nei primi anni del XX secolo, quando Mosca divenne la capitale dell'Unione Sovietica. Insieme con il Balletto Mariinskij di San Pietroburgo, il Bol'šoj è riconosciuto come una delle più importanti compagnie di balletto del mondo.

## Storia
Le prime origini del Balletto Bol'šoj, si possono trovare nella creazione di una scuola di danza per un orfanotrofio di Mosca nel 1773. Nel 1776, i ballerini della scuola furono impiegati dal principe Pëtr Vasil'evič Urusov e dall'imprenditore teatrale inglese Michael Maddox, per formare parte della loro nuova compagnia teatrale. Esibendosi originariamente in locali di proprietà privata, hanno poi acquisito il teatro Petrovskij, che, a seguito di incendi e riconversioni sbagliate, sarebbe poi stato ricostruito come il Teatro Bol'šoj odierno. Il Balletto Bol'šoj è una posizione molto difficile da ottenere. Mentre alcuni ballerini ospiti vanno e vengono, da altre compagnie di balletto molto prestigiose, come il Mariinskij e l'American Ballet Theatre, molti ballerini della compagnia sono accuratamente selezionati tra i diplomati dell'accademia. Il primo ballerino americano a diplomarsi all'Accademia di Balletto del Bol'šoj e ad unirsi alla compagnia di Balletto Bol'šoj, fu Michael Shannon, nel 1989.
La storia iniziale del Balletto Bol'šoj è molto approssimativa e, nonostante la messa in scena di molti balletti famosi, ha dovuto combattere per competere con la reputazione del Balletto Imperiale Russo, oggi Balletto Mariinskij di San Pietroburgo. Non fu che alla nomina di Aleksandr Gorskij come Maestro di Ballo nel 1900 che la compagnia iniziò a sviluppare una propria identità unica, con produzioni acclamate di balletti nuovi o rimessi in scena tra i quali Don Chisciotte (1900), Coppélia (1901), Il lago dei cigni (1901), La fille mal gardée (1903), Giselle (1911), Le Corsaire (1912) e La Bayadère (1917).

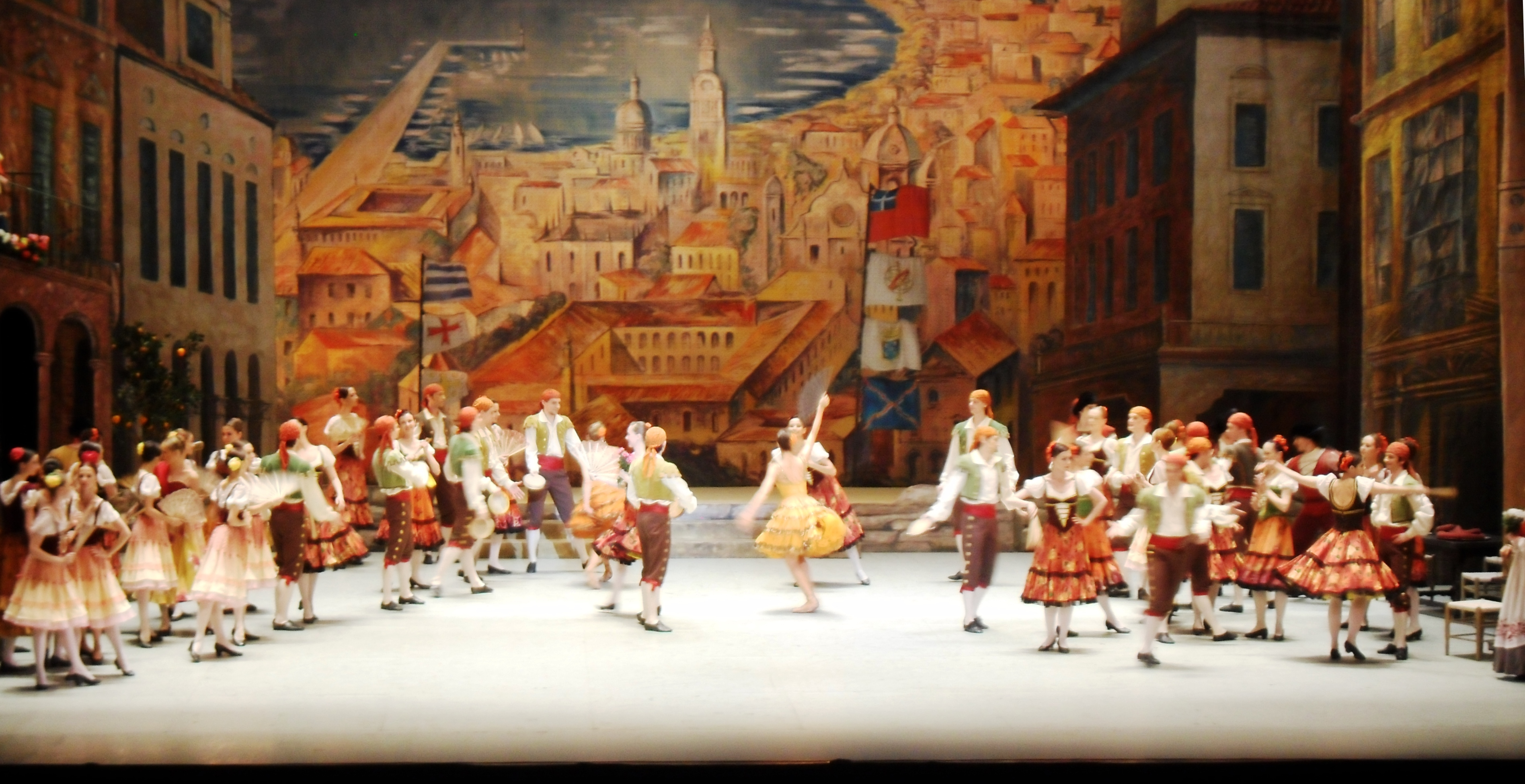
Balletto Don Quichotte - Atto. I

La preferenza della direzione sovietica per i temi morali semplici nel campo delle arti fu dimostrata nella nomina di Jurij Grigorovič come direttore nel 1964. Grigorovič mantenne la sua posizione fino al 1995. Da quel momento una serie di registi, tra cui Boris Akimov, Aleksej Ratmanskij, Jurij Burlaka e Sergej Filin, portato alla compagnia idee più moderne sugli spettacoli di danza.

## Controversie
Anastasia Volochkova sosteneva che le ballerine venivano costrette a dormire con ricchi mecenati. Disse: "È successo soprattutto con il corpo di [sic] ballo, ma anche con i solisti. [...] Ho più volte ricevuto tali proposte di condividere i letti degli oligarchi. "La ballerina americana Joy Womack ripeté questa preoccupazione quando lasciò la compagnia, perché le era stato detto che, per garantirsi ruoli solistici lei doveva o pagare $ 10.000 o "cominciare una relazione con uno sponsor."
Un'altra grande fonte di controversia fu l'attacco del gennaio 2013 con l'acido solforico al direttore artistico, Sergej Filin; il ballerino del Bol'šoj, Pavel Dmitrichenko, fu dichiarato colpevole per aver organizzato l'attacco e condannato a 6 anni di reclusione. Motivi dell'attacco erano nuovamente da ricercare nella corruzione all'interno della compagnia.

## Persone degne di nota

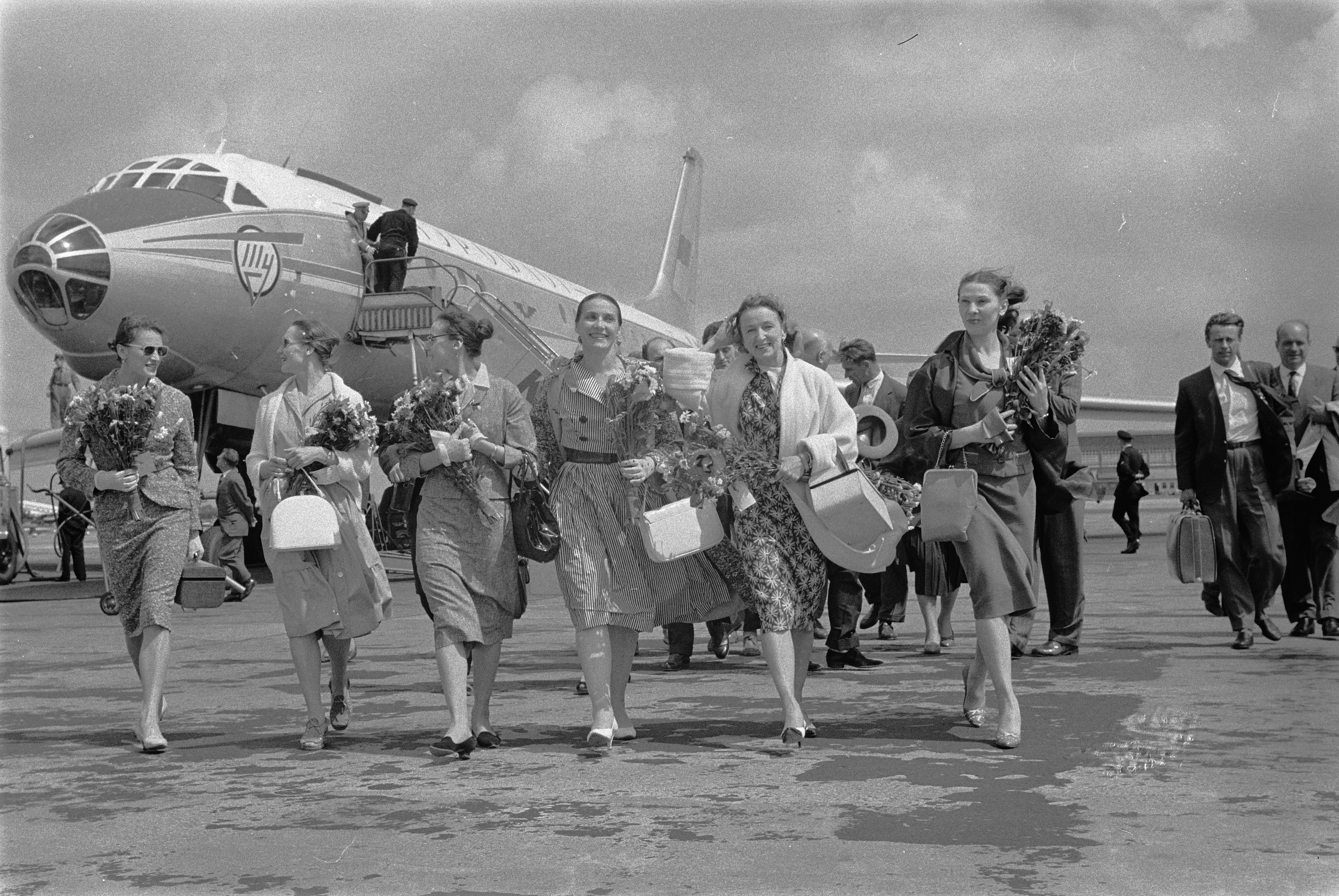
L'arrivo dei solisti del balletto Bol'šoj all'aeroporto Schiphol, 9 giugno 1960

### Ex danzatori
- Galina Ulanova
- Maria Semënova
- Ol'ga Lepešinskaja
- Mikhail Mordkin
- Vasilij Tichomirov
- Ekaterina Vasil'evna Gel'cer
- Asaf Messerer
- Majja Pliseckaja
- Dmitrij Vladimirovič Belogolovcev
- Dmitrij Gudanov
- Pëtr Gusev
- Nina Aleksandrovna Kapcova
- Aleksej Ermolaev
- Nikolaj Fadeečev
- Maris Liepa
- Nadežda Gračeva
- Ekaterina Maksimova
- Vladimir Vasil'ev
- Natalija Bessmertnova
- Ljudmila Semenjaka
- Nadežda Vasil'evna Pavlova
- Joy Womack
- Svetlana Adyrchaeva
- Marina Kondrat'eva
- Nina Vladimirovna Timofeeva
- Jacopo Tissi
- Nina Semizorova
- Irek Muchamedov
- Alexander Godunov
- Alla Michalčenko
- Nina Ananiashvili
- Ruslan Skvorcov

### Direttori
- Aleksandr Gorskij
- Vasilij Tichomirov
- Jurij Grigorovič
- Aleksej Ratmanskij

### Coreografi
- Rostislav Zacharov
- Leonid Michajlovič Lavrovskij
- Fëdor Lopuchov

### Compositori
- Dmitrij Dmitrievič Šostakovič
- Aram Chačaturjan

### Direttori d'orchestra
- Andrej Anichanov
- Jurij Fajer
- Algis Šuraitis

## Struttura della Compagnia
Oggi il Balletto Bol'šoj rimane una delle compagnie di ballo più importanti del mondo, oltre ad essere la più grande, con circa 220 ballerini. Infatti, il nome stesso "Bol'šoj" significa "grande" in russo. La compagnia opera in un sistema gerarchico, simile a quelli utilizzati da altre importanti compagnie di danza europee, con i ballerini senior classificati come principali e discendendo in ordine di importanza attraverso il solista capo, il primo solista, il solista e, infine, il corpo di ballo. Grazie alle sue dimensioni, la compagnia gestisce due compagnie di corpo di ballo.
Nel 2000, il Balletto Bol'šoj aprì la sua prima accademia del balletto al di fuori della Russia, a Joinville, in Brasile.

## Stile interpretativo
Lo stile degli spettacoli del Bol'šoj Ballet è in genere identificato come colorato e audace, unendo tecnica e atletismo con espressività e intensità drammatica. Questo stile è comunemente attribuito a Gorsky. Il Bol'šoj ha una storica rivalità con la compagnia di ballo di San Pietroburgo, il Mariinsky. Entrambi hanno sviluppato stili molto diversi dello spettacolo: il Bol'šoj ha un approccio più colorato e audace, mentre il Mariinsky è associato ad un classicismo puro e raffinato.

## Ballerini

### Ballerini principali
Prime ballerine 
- Alena Kovaleva
- Ekaterina Valer'evna Kr'īsanova
- Anna Michajlovna Nikulina
- Evgenija Viktorovna Obrazcova
- Ekaterina Valentinovna Šipulina
- Anastasija Vital'evna Staškevič
- Julija Stepanova
- Svetlana Zacharova
- Ėleonora Konstantinovna Sevenard

Primi ballerini
- Artemij Sergeevič Beljakov
- Semën Čudin
- Igor' Gennad'evič Cvirko
- Egor Geraščenko
- Vladislav Lantratov
- Michail Lobuchin
- Vjačeslav Michajlovič Lopatin
- Artëm Vjačeslavovič Ovčarenko
- Denis Aleksandrovič Rod'kin
- Denis Alekseevič Savin
- Dmitrij Smilevski

### Corpo di ballo
Il Bol'šoj Ballet gestisce due compagnie di corpo di ballo, con circa 120 ballerini in totale. Il Corpo di Ballo è noto per il suo preciso metodo Vaganova.

## Diffusione
Nel primo dopoguerra, il metodo Bol'šoj fu introdotto in Italia da Egilda Cecchini, coreografa e prima ballerina solista del Teatro La Fenice di Venezia.